# 謝內加斯普林斯 (亞利桑那州)
謝內加斯普林斯（英語：Cienega Springs）是位於美國亞利桑那州拉巴斯縣的一個人口普查指定地區。根據2010年美國人口普查，該地人口為1798人，而該地的面積約為9.96平方千米。

## 地理
謝內加斯普林斯的座標為34°11′19″N 114°13′29″W / 34.18861°N 114.22472°W，而該地最高點為海拔高度114米（即374英尺）。